# Chetouane
Chetouane (în arabă شتوان) este o comună din provincia Tlemcen, Algeria.
Populația comunei este de 47.600 locuitori (2008).